# Ectropis pais
Ectropis pais är en fjärilsart som beskrevs av Louis Beethoven Prout 1931. Ectropis pais ingår i släktet Ectropis och familjen mätare. Inga underarter finns listade i Catalogue of Life.